# M.I.B (banda)
M. I. B (hangul: 엠아이비conhecido como Most Incredible Busters) foi um quarteto Sul-coreano de hip hop  de Jungle Entertainment. Jungle Entertainment informou que 1,7 milhões de dólares foram investidos para o album de estréia do grupo desde 2009. O álbum foi produzido pessoalmente e quatro faixas fizeram parte de um spin-off solo para mostrar que cada membro pode ficar por conta própria. Seu álbum auto-intitulado, Most Incredible Busters, foi lançado em 25 de outubro.
O conjunto acabou oficialmente em 4 de janeiro de 2017.

## História

### Pré-estreia
Como parte de uma vitrine de spin-off, cada membro lançou um videoclipe de sua música solo. Começando com "Beautiful Day" de 5zic no dia 6 de outubro e terminando com "Say My Name"  de Kang Nam no dia 17 de outubro. Antes de sua estreia no M! Countdown, eles se apresentaram no para Muse Live at Music Hall para mostrar seu álbum.

### 2011-17:Most Incredible Busters, acidente no dormitório,Illusion, eThe Maginot Linee dissolução
Em 26 de outubro de 2011, o grupo fez a sua estreia no M! Countdown com a canção "G. D. M." (Girls, Dreams, Money) de seu álbum auto-intitulado Most Incredible Busters.
Em janeiro de 2012,a M. I. B. realizado como o ato de abertura para o  Highlight Festival 2012, em que artistas como Jay Park e do Far East Movement estavam. Também abriu para will.i.am o desempenho especial do clube em Seul no mês seguinte. O grupo também afirmou que eles estavam trabalhando em um álbum para ser lançado em março 
Em 5 de abril de 2012, ocorreu um incêndio no dormitório da banda. Durante o incêndio, três estilistas foram mortos; Dois foram mortos imediatamente enquanto o outro morreu no hospital em estado crítico depois de recuperar a consciência. Como tal, suas atividades de retorno foram adiadas por quase dois meses até o lançamento de seu EP, Illusion em 30 de maio.

Em 2013, a M.I.B. embarcou em sua primeira turnê no Japão, vendendo concertos em Osaka, Nagoya e Tóquio. O grupo também anunciou que eles estão trabalhando em seu álbum de estréia em japonês

Em 31 de Março de 2014, a M.I.B. Lançou seu segundo álbum de estúdio, The Maginot Line. O vídeo musical para a faixa-título, "Chisa Bounce", foi lançado no mesmo dia.
Em 4 de janeiro de 2017, a Signal Entertainment anunciou o fim do grupo.

## Integrantes
- KangNam (Namekawa Yasuo (滑川康男))[18]
- 5Zic (Kim Han-gil hangul: 김한길)
- Young Cream (Kim Seo-An hangul: 김서안)
- Sims (Sim Jong-su hangul: 심종수)

## Discografia

### Álbuns de estúdio
| Título                  | Detalhes do álbum | Pico do gráfico de posições | Vendas        | Lista de faixas |
| Título                  | Detalhes do álbum | KOR                         | Vendas        | Lista de faixas |
| Coreano                 | Coreano | Coreano                     | Coreano       | Coreano |
| ----------------------- | --- | --------------------------- | ------------- | --- |
| Most Incredible Busters | - Lançado Em: 25 de Outubro, 2011 - Gravadora: Jungle Entertainment - Distribuidora: CJ E&M - Formato: CD, download digital | 20                          | - KOR: 1,278+ | Track list 1. Men Comin’ 2. 모두 다 뻔해 3. G.D.M 4. Complicated 5. Beautiful Day (Feat. BEE) (5zic solo) 6. Do U Like Me (Cream solo) 7. Hands Up (SIMS solo) 8. Say My Name (KangNam solo) 9. Who Am I 10. My Way 11. Who’s Next |
| The Maginot Line        | - Lançado Em: 31 de Março, 2014 - Gravadora: Jungle Entertainment - Distribuidora: CJ E&M - Formato: CD, download digital   | 16                          | - KOR: 4,153+ | Track list 1. 놀고들 있네 (So Cocky) 2. 치사 Bounce (Chisa'Bounce) 3. 들이대 (Dash (Men In Black)) 4. 너부터 잘해 (Let's Talk About You) (feat. Bomi) 5. 강강수월래 (Gangkang Suwollae) 6. Dirty Sexy Money 7. 담배를 입에 물기 전에 (Let Me Say Before I Smoke) (feat. HIME) 8. M.I.B가 나.가.신다2 (M.I.B Is Coming2) (feat. TEM) 9. Skit 10. 낭독 (Reading) |

### EP
| Título                | Detalhes do álbum | Pico do gráfico de posições | Vendas        | Lista de faixas |
| Título                | Detalhes do álbum | KOR                         | Vendas        | Lista de faixas |
| Coreano               | Coreano | Coreano                     | Coreano       | Coreano |
| --------------------- | --- | --------------------------- | ------------- | --- |
| Illusion              | - Lançado Em: 30 De Maio, 2012 - Gravadora: Jungle Entertainment - Distribuidora: CJ E&M - Formato: CD, download digital  | 15                          | - KOR: 1,665+ | Track list 1. 더치페이 (Dutch Pay) (Feat. Hafsa) 2. 나만 힘들게 (Only Hard For Me) 3. Celebrate (Feat. Tasha– 윤미래 (Yoon Mi Rae)) 4. Celebrate (Konrad OldMoney Remix) (Feat. Tasha – 윤미래 (Yoon MiRae) 5. Celebrate (Dubstep Remix) (Feat. TEM) 6. G.D.M (Konrad OldMoney Remix) (Feat. Tiger JK, Bizzy) 7. 낙화/落花 (The Falling Flower) |
| Money In The Building | - Lançado Em: 10 de Abril, 2013 - Gravadora: Jungle Entertainment - Distribuidora: CJ E&M - Formato: CD, download digital | 14                          | - KOR: 1,721+ | Track list 1. Money In the Building 2. 끄덕여줘! (Nod Along!) 3. Hello Goodbye (Feat. Tasha– 윤미래 (Yoon MiRae) 4. 난장판 (Mess) (Feat. MFBTY) 5. M.I.B가 나.가.신다 (M.I.B is coming) |

### Singles
| Título                                                                  | Ano  | Pico do gráfico de posições | Pico do gráfico de posições | Vendas (digital) | Album                   |
| Título                                                                  | Ano  | KOR                         | KOR Hot 100                 | Vendas (digital) | Album                   |
| ----------------------------------------------------------------------- | ---- | --------------------------- | --------------------------- | ---------------- | ----------------------- |
| "Beautiful Day" (5Zic solo (feat. BEE))                                 | 2011 | —                           | —                           |                  | Most Incredible Busters |
| "Hands Up" (SIMS solo)                                                  | 2011 | —                           | —                           |                  | Most Incredible Busters |
| "Say My Name" (KangNam solo)                                            | 2011 | 155                         | —                           | - KOR: 31,342+   | Most Incredible Busters |
| "G.D.M"                                                                 | 2011 | 144                         | —                           | - KOR: 42,156+   | Most Incredible Busters |
| "Celebrate"                                                             | 2012 | 59                          | 69                          | - KOR: 117,664+  | Illusion                |
| "Only Hard For Me"                                                      | 2012 | 70                          | —                           | - KOR: 83,489+   | Illusion                |
| "Nod Along!"                                                            | 2013 | 94                          | 90                          | - KOR: 60,213+   | Money In the Building   |
| "Dash" ("Men In Black")                                                 | 2013 | 56                          | 54                          | - KOR: 142,361+  | The Maginot Line        |
| "Let's Talk About You" (feat. Bomi of A Pink)                           | 2013 | 38                          | 93                          | - KOR: 78,453+   | The Maginot Line        |
| "치사 Bounce" ("Chisa'Bounce")                                          | 2014 | 61                          | —                           | - KOR: 28,646+   | The Maginot Line        |
| "—" denota lançamentos que não gráfico ou não foram lançados na região. |      |                             |                             |                  |                         |

## Filmografia
- 2012: "Mnet W. Military Academy"
- 2013: "Mnet Wide News" (Episódio 797)
- 2013: "You Hee-yeol's Sketchbook"
- 2013: "After School Club" (Episódio 2)
- 2014: "You Hee-yeol's Sketchbook"